# 유로콥터 EC175
EC 175 (EC175, 중국명 Zhi-15 )는 유럽의 유로콥터사가 중국 AVIC 과 합작으로 설계하고 제작하는 민수용 헬리콥터이다. 에어버스 헬리콥터 H175으로 개명되었다. 유로콥터로서는 처음으로 디지털 설계를 적용해 개발한 기종이며, 덕분에 10,000 km 이상 떨어진 중국과 유럽에서 합작개발이 가능하였다. 이후 중국과 유럽은 각자 별도로 생산 수출을 하게 된다.

## 소개
2009년 12월 17일 프랑스에서 첫 비행에 성공하였다. 에어버스 헬리콥터 H215(슈퍼푸마)와 유로콥터 AS365 돌핀의 중간체급으로, 유로콥터의 웹사이트에는 유로콥터 제품으로 등록되어 있다. 14개 고객으로부터 이미 114대의 주문을 받았다. 2011년 EASA 유럽항공안전기구로부터 인증을 획득후, 2012년 첫 인도를 할 예정이다. 향후 20년간 800~1000대의 생산을 기대하고 있다.

## 스펙
최대이륙중량 6톤 ( 중국 시노디펜스에 따르면 최초5.5톤에서 6톤으로 증가하였다. 이후 7톤까지 언급되는 자료가 유콥 홈페이지를 포함해 여러곳에 나오고 있다. )
쌍발로 사용되는 엔진인 PT6C-67C는 AW-139에도 사용되었던 플랫&휘트니사(http://www.pwc.ca/en/home) 제품으로 여러곳의 정보가 모두 각기 다른 값으로 매우 혼동스럽지만,
Thermodynamic power class 로는 1679shp 이고, Mechanical Power Class 로는 1100shp으로 알려지고 있다.
일부 PT6C-67E 1775shp(Thermodynamic) 1300shp(Mechanical) 1325kw 엔진을 사용해 7톤급이라는 언급도 있다. 중국은 터보메카사의 엔진을 원하는 것으로 알려지고 있는데, 인도와 프랑스(터보메카)가 드루브(Dhruv)에 탑재목적으로 개발한 Shakti(Ardiden 1H1 1400shp)의 출력증강형으로 개발중의 엔진인 Ardiden 3(1700~2000shp) 엔진이 거론되고 있다.
4개로 분리된 총 600US겔론(2300리터)의 내부연료통을 가지며, 옵션으로 90겔론(350리터)를 추가할 수 있다.

## 일반
2009년 12월 17일 프랑스에서 첫 비행에 성공하였다. 수퍼푸마와 돌핀의 중간체급으로, 유콥의 홈페이지에 유콥제품으로 등록되어 있다. 14개 고객으로부터 이미 114대의 주문을 받았다. 2011년 EASA 유럽항공안전기구로부터 인증을 획득후, 2012년 첫 인도를 할 예정이다. 향후 20년간 800~1000대의 생산을 기대하고 있다.

## 제원 (EC175)
정보의 출처: {name of first source} Eurocopter website
일반 특성
- 승무원: 2 pilots
- 용량: 16 passengers
- 로터직경:  ()
- 최대이륙중량: 7,000 kg (15,433 lb)
- 엔진: 2× 프랫 & 휘트니 캐나다 PT6C-67E 터보샤프트, 1,325 kW (2,000 shp)  각각

성능

## 같이 보기
유사 항공기
- 아구스타웨스트랜드 AW-139

## 참고 자료
- 월간항공 2010년 1월호